# Aedes albescens
Aedes albescens är en tvåvingeart som beskrevs av Edwards 1921. Aedes albescens ingår i släktet Aedes och familjen stickmyggor. Inga underarter finns listade i Catalogue of Life.